# Parataksa
Parataksa (z gr. parataxis „postawienie obok siebie”) – współrzędne połączenie kilku zdań w jedno złożone. Jest charakterystyczna dla języka mówionego, występuje również w języku osób o ubogiej edukacji. Zastosowanie parataksy bądź hipotaksy jest cechą stylistyczną, a nie gramatyczną; nie istnieją treści, które mogą wystąpić jedynie w konstrukcji parataktycznej bądź hipotaktycznej.

## Spójniki
Spójnikami charakterystycznymi dla parataksy są: jak, i, ani, oraz, zaś, albo, więc

## Przykłady
- zobaczyła przed sobą nieznanego mężczyznę, przystanęła, zapytała o drogę.